# Xã Johnston, Quận Trumbull, Ohio
Xã Johnston (tiếng Anh: Johnston Township) là một xã thuộc quận Trumbull, tiểu bang Ohio, Hoa Kỳ. Năm 2010, dân số của xã này là 1.952 người.